# Wonoroto (Watumalang)
Wonoroto is een bestuurslaag in het regentschap Wonosobo van de provincie Midden-Java, Indonesië. Wonoroto telt 3300 inwoners (volkstelling 2010).